# Осетинська мова
Осетинська мова (ирон ӕвзаг, irōn ӕvzag, ირონ ჽვზაგ) — мова осетин. Належить до східної підгрупи іранської групи індоіранської гілки індоєвропейських мов. Є поширеною у Росії (Північна Осетія — Аланія) та в Грузії (Південна Осетія). Число мовців оцінюється в 450—500 тис. осіб. В Росії 488 тис., з них у Північній Осетії — близько 300 тис. — 350 тис. осіб. Відповідно до перепису 2002 року, осетинською мовою в Росії володіють 9388 росіян, 1866 вірменів, 1107 кабардинців і 737 інгушів.
Сучасна осетинська мова склалася в результаті змішування іраномовного населення передгір'їв Північного Кавказу, яке пішло від навал татаро-монголів і Тамерлана в гори Центрального Кавказу, з аборигенним населенням, яке вже мешкало у цьому районі (які говорили, либонь, мовою кавказької мовної групи). У результаті мова збагатилася незвичайними для індоєвропейських мов явищами у фонології (еєктивні приголосні), у морфології (розвинена аглютинативна відмінкова система), у лексиці (слова з затемненою етимологією, семантичні паралелі та явні запозичення з адизьких, нахсько-дагестанських і картвельських мов).
Осетинська мова зберігає сліди древніх контактів з тюркськими, слов'янськими й фінно-угорськими мовами.

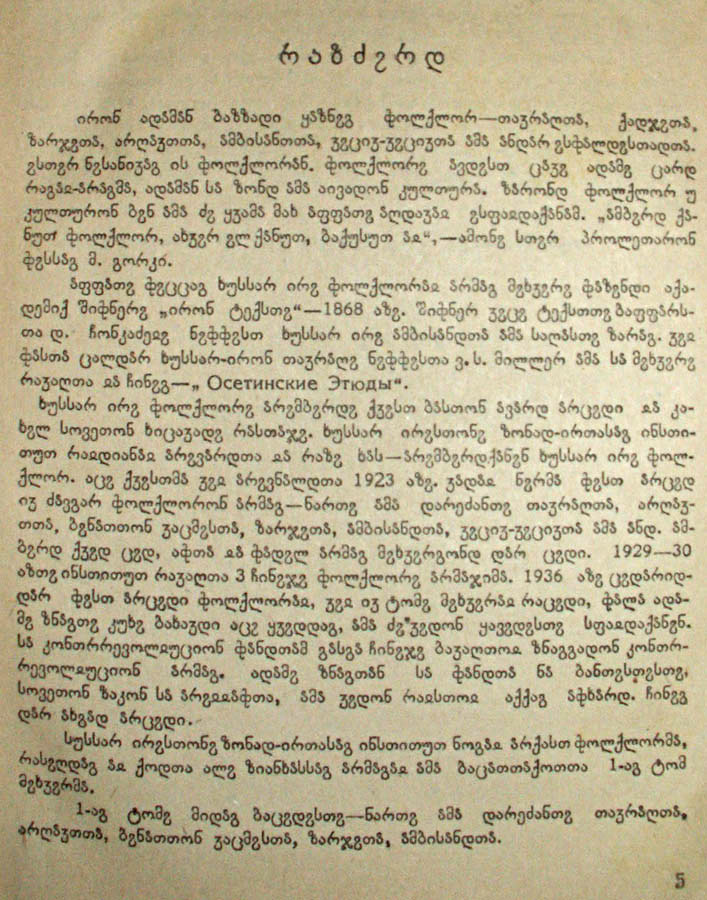
Передмова до книги «Хуссар Ирыстоны фолклор» («Південно-Осетинський фольклор»), видана в Сталінірі (нині Цхінвалі) в 1940 році. Осетинський алфавіт на базі грузинського письма, в заголовку видно додатковий символ (п'ятий зліва) для позначення фонеми /ы/, яка відсутня у грузинському алфавіті

## Писемність
На підставі аналізу Зеленчукського напису можна допустити, що предки осетин — кавказькі алани — мали писемність вже в X столітті. В 1888 році на території Західної Грузії була знайденна табличка з аланською мовою, яка відноситься до IV століття. До другої половини XVIII століття відомостей про осетинську писемність немає.
З метою поширення християнства серед осетин наприкінці XVIII століття стали з'являтися осетинські переклади релігійних текстів. У 1798 році була видана перша осетинська друкована книга (катехізис), набрана кириличним алфавітом. Інша спроба створення писемності відбулася через 20 років по іншу сторону Кавказького хребта: Іван Ялгузідзе видав кілька церковних книг осетинською мовою, користуючись грузинським алфавітом хуцурі.
Сучасна осетинська писемність створена в 1844 р. російським філологом фінського походження Андреасом Шегреном. У 1923—38 була переведена на латинську основу, з 1938 у Північній Осетії — російський алфавіт, у Південної Осетії — грузинський алфавіт (з 1954 — російський алфавіт). При переході на російський алфавіт в 1938 році ряд символів шегреновської абетки були замінені диграфами (дз, дж, хъ і ін.), з символів, без відповідника у російському алфавіті, залишилася тільки буква ӕ. Буква Ӕ/ӕ є безпомилковою ознакою осетинських текстів: із усіх кириличних алфавітів вона є тільки в осетинському.
У сучасний осетинський алфавіт входить 42 букви (буквами вважаються також диграфи дз, дж, гъ і інші), причому деякі з них (е, щ, ь, я та ін.) зустрічаються тільки в запозиченнях з (чи за допомоги) російської мови.

## Діалекти
В осетинській мові виділяють два діалекти — диго́рський (розповсюджений на заході Північної Осетії) та іро́нський — розходження між ними значні. Люди, що говорять на різних діалектах звичайно погано розуміють один одного, якщо не мають достатнього досвіду спілкування на іншому діалекті. Звичайно носії дигорського діалекту (близько 1/6  мовців) володіють і іронським, але не навпаки.
У іронському діалекті виділяється говірка мешканців Південної Осетії (т. зв. «кударський» чи «південний»), що характеризується регулярними переходами голосних (дз у дж і ін.) і якістю голосних переднього ряду. У південних говорах більше грузинських запозичень, у північних на місці тих же запозичень — російські корені (наприклад, «роза» на півночі називається розæ, а на півдні уарди). У літературі описаний докладніший поділ на говірки, однак у сучасних умовах відбувається нівелювання незначних відмінностей у змішаному населенні міст і великих селищ.
До 1937-го року дигорський діалект осетинської мови в РРФСР вважався мовою, для нього був розроблений спеціальний алфавіт, заснована серйозна літературна традиція. Однак у 37-ому дигорський алфавіт був оголошений «контрреволюційним», а дигорська мова була знову визнана діалектом осетинської мови.
На дигорському діалекті існують літературна традиція, виходить газета, і літературний журнал «Ирæф», видано об'ємний дигорсько-російський словник, працює Дигорський драматичний театр. Конституція Північної Осетії по суті визнає обидва діалекти осетинської мови державними мовами республіки, у ст. 15 говориться:
1. Державними мовами Республіки Північна Осетія-Аланія є осетинська і російська. 2. Осетинська мова (іронський і дигорський діалекти) є основою національної самосвідомості осетинського народу. Збереження і розвиток осетинської мови є найважливішими завданнями органів державної влади Республіки Північна Осетія-Аланія.
У основу літературної осетинської мови покладено іронський діалект (з незначними лексичними запозиченнями з дигорського), ним користується Північно-Осетинське радіо і телебачення, виходить щоденна республіканська газета. Основоположником осетинської літератури вважається поет Костянтин Леванович Хетагуров (осет. Хетагкаты Къоста).

### Розходження між діалектами
Дигорський та іронський діалекти осетинської мови розрізняються, в основному, у фонетиці і лексиці.
У дигорському, наприклад, немає голосного /ы/ — іронському /ы/ в дигорському діалекті відповідають /у/ чи /і/: мыд — муд «мед», сырх — сурх «червоний», цыхт — цихт «сир». У дигорському не відбулася палаталізація задньоязикових до, м, къ з переходом у год, дж, чъ відповідно; звідси: чызг — кизг? «дівчина», карчы — карки «курки» (родовий відмінок) тощо.
Між діалектами є велика кількість лексичних розбіжностей. Це слова, що в обох діалектах абсолютно різні, слова співзвучні, але з виходом за рамки звичайних фонетичних відповідностей і слова, що розрізняються вживанням.
Обидва осетинських діалекти у свою чергу поділяються на говірки.
Деякі приклади відповідностей між іронським та дигорським діалектами представлені в таблиці:
| Іронський діалект           | Дигорський діалект              | Переклад                                    |
| --------------------------- | ------------------------------- | ------------------------------------------- |
| Байрай                      | Байрай                          | «Привіт»                                    |
| Куыд у?                     | Куд ӕй?                         | «Як справи?»                                |
| Хорз                        | Хуарз                           | «Добре»                                     |
| Чи дӕ уарзы?                | Ка дӕ уарзуй?                   | «Хто тебе любить?»                          |
| Дӕ фыд чи у?                | Дӕ фидӕ ка ’й?                  | «Хто твій батько?»                          |
| Дӕ фыд кӕм и?               | Дӕ фидӕ кӕми ’й?                | «Де твій батько?»                           |
| Цы кӕныс?                   | Ци кӕнис?                       | «Що робиш?»                                 |
| Ме ’мбалимӕ рацу-бацу кӕнын | Ме ’нбали хӕццӕ рацо-бацо кӕнун | «Гуляю з другом»                            |
| Стыр Хуыцауы хорзӕх нӕ уӕд! | Устур Хуцауи хуӕрзӕнхӕ нӕ уӕд!  | «Нехай буде нашою благодать Великого Бога!» |

## Граматика
Осетинська мова — одна з деяких індоєвропейських мов, що здавна існують на Кавказі. Зазнавши впливу кавказьких і тюркських мов, вона збагатилася цікавими явищами. Серед таких особливостей:
- невластива іранським мовам багата система аглютинативного відмінювання[5];
- двадцятиричний рахунок[6];
- три часи в умовному способі дієслова;
- відсутність префіксів при активному використанні постфіксів та інші.

### Фонологія
Загальна кількість фонем у сучасній осетинській мові — 35: 7 голосних, 2 півголосних, інші приголосні.
Не мають відповідності в іранських мовах осетинські приголосні (позначаються на письмі як къ, пъ, тъ, цъ і чъ). Особливо часто ці приголосні зустрічаються в кавказьких запозиченнях і в словах з неясною етимологією: къуыри «тиждень», чъири «пиріг», чъыр «вапно», битъына «м'ята» і ін.
Наголос фразовий (синтагматичний), падає на перший чи другий склад синтагми, в залежності від якості складотворної голосної в першому складі.

### Морфологія
Аглютинативне відмінювання імен (виділяють 9 чи 8 відмінків, у залежності від критеріїв; багата відмінкова система — здогадно кавказький вплив) і флективна дієвідміна дієслова.
Множина утворюється регулярно за допомогою суфікса -т- (у називному відмінку з закінченням -æ): лæг «чоловік» — лæгтæ «чоловіка», дурок «камінь» — дуртæ «камені». При утворенні множини можливі чергування в основі: чиныг «книга» — чингуытæ «книги», ?взаг «мова» — ?вз?гт? «мови», зарæг «пісня» — зарджытæ «пісні».
Найпоширенішим граматичним засобом є афіксація (суфіксація у більшому ступені, ніж префіксація).

## Дослідники
- Андрій Михайлович (Йоганн Андреас) Шегрен. Творець кириличної осетинської абетки. Йому належить перше наукове дослідження осетинської мови, видане в Петербурзі під заголовком «Осетинська граматика з коротким словником російсько-осетинським і осетинсько-російським».
- Всеволод Федорович Міллер. Російський фольклорист і мовознавець. Автор «Осетинських етюдів» (1881, 1882, 1887).
- Василь Іванович (Васо) Абаев (1899–2001). Написав безліч праць з осетинознавства і іраністики. Склав 4-томний «Історико-етимологічний словник осетинської мови» (1957—1989).
- Магомет Ізмайлович Ісаєв. Іраніст і осетинознавець; зокрема автор книги «Дигорський діалект осетинської мови».

і ін.

### Історія досліджень
Фундамент досліджень заклали спогади і щоденники мандрівників XVIII століття, що відвідали Осетію в той час. Серед них праці Н. Вітсена, И. А. Гюльденштедта, Я. Рейнегса. Найзначнішим внеском у створення як історичної, так і теоретичної бази для науки стала праця «Подорож на Кавказ і в Грузію» відомого німецького орієнталіста Ю. фон Клапрота, видана у 1812 році. Фон Клапрот першим висунув припущення про наступність осетинської й аланської мов і визначив дигорський тип мови як діалект осетинської мови, а не як окрему мову.
Роботи фон Клапрота зацікавили інших дослідників. Так російський дослідник фінського походження Андреас Шегрен вирішує відправитися в Осетію, щоб на місці прикласти «усіляке старання по самому найдокладнішому знанні внутрішнього духу і пристрою мови у всьому його граматичному складі й обсязі з найперших звучних елементів до вищого дійсного розвитку в синтаксичному вживанні». Шегрен знаходився на Кавказі в 1835—1836 роках. За цей час він побував у різних районах Осетії, ознайомився з різними сторонами життя і побуту осетин. Він глибоко вивчив осетинську мову в його «тагаурській» формі (іронський діалект), він надавав великого значення вивченню дигорського діалекту, архаїчність форм якого Шегрен вперше установив. Основні результати досліджень Шегрена були опубліковані в Санкт-Петербурзі в 1844 році.
Наступний етап розвитку осетинських досліджень пов'язаний з ім'ям В. Ф. Міллера (1848—1913). У працях Міллера («Осетинські етюди»: 1881, 1882, 1887) остаточно встановлено іранський характер осетинської мови і його місце серед індоєвропейських мов. Ним закладені наукові основи історії осетинської мови і створена база вивчення осетинського фольклору.
Великий внесок у сучасне осетинозавство вніс В. И. Абаєв (1900—2001). Діапазон його досліджень охоплює практично всі сторони мовної структури, у кожній з яких йому вдалося вийти на новий рівень опису і систематизації. Абаєвим був запропонований поділ осетинських голосних на «сильні» і «слабкі». Абаєв установив двояку ірано-кавказьку природу осетинської мови, висунув теорію «кавказького субстрату». Головною працею ученого визнається «Історико-етимологічний словник осетинської мови» (виданий у чотирьох томах, з 1958 по 1989 рік). Про цей словник пише відомий іраніст М. И. Ісаєв: «Вінцем усебічного вивчення осетин, основним підсумком глибокого дослідження питань фонетики і морфології, лексики і лексикографії, діалектології і контактів, субстрату, ізоглос і історії… стала основна праця всього його життя — „Історико-етимологічний словник осетинської мови“…». Сучасний дослідник осетинської мови Т. Т. Камболов так оцінює значення словника Абаєва: «Значення цієї роботи виходить далеко за рамки не тільки осетинознавства й іраністики, але навіть індоєвропейського мовознавства, відкриваючи нові сторінки історії тюркських, кавказьких, фінно-угорських і інших мов».

## Видавництво осетинською мовою
У 1844 році була опублікована «Осетинська граматика» Андреаса Шегрена, в якому був представлений проект осетинського алфавіту на основі цивільної кириличної абетки. Ця абетка використовувалася в осетинському видавництві аж до переводу на латинський алфавіт у радянський час.
За все XIX століття осетинською мовою були видані 43 книги, з них релігійного змісту (перекладних) — 24, навчальних — 13, етнографічних — 3, художніх — 3 (А. Кубалов «Æфхæрдты Хасана», Б. Гуржибеков «Сахы рæсугьд», К. Хетагуров «Ирон фæндыр»).
З 1901 по 1917 рік вийшло 41 видання осетинською мовою. При цьому відзначається розширення тематики: наука, фольклор, релігія, драматургія, поезія, медицина, навчальна література з осетинської мови, проза, дитяча література, філологія, етнографія, економіка, історія. З'явилися перші періодичні видання: газети і журнали.
Після революції і громадянської війни видавництво відновилося в 1921 році. Вже з 1931 року осетинською мовою виходило близько 30 найменувань книг на рік. Однак уже наприкінці 1940-х намічається поступове скорочення тематичних сфер. З 1960-х років видавалися тільки проза, навчальна література з осетинської мови, поезія, публіцистика, партійні документи, фольклор. Цей тематичний спектр зберігається дотепер, за винятком партійних документів, яких замінили інші офіційні публікації.

## Приклад
«Заповіт» Т. Шевченка осетинською мовою (переклав Нафі Джусойти)
| ФӔДЗӔХСТ Ӕз куы амӕлон, уӕд-иу мӕ Бавӕрут нӕ зӕххы,— Мадау уарзон Украины, Быдыры уӕрӕхы. Хуымтӕ мӕм куыд зыной дардыл, Днепыр та ӕд къардиу; Уымӕн ингӕнмӕ куыд хъусон Йе 'мбу ӕмӕ 'нкъард ниуд. Ӕз куыд уынон,— Украинӕй Денджызмӕ куыд ласдзӕн Уый ызнаджы туг… Мӕрдтӕй дӕр Уӕд мӕ сонт уд растдзӕн. Атӕхдзӕн нӕ зӕххӕй арвмӕ Кувынмӕ хуындзауӕй… Гъе, уӕдмӕ та ӕз нӕ кӕнын Зонгӕ дӕр хуыцауы. Бавӕрут мӕ ӕмӕ растут, Рӕхыстӕ ныссӕттут, Не знагӕн йӕ хӕрам тугӕй Уаз сӕрибар цӕхсут. Ног, ыстыр бинонтӕй иумӕ Рацӕрут хӕдбарӕй; Хорзӕй-иу мӕн дӕр фӕразут Уӕд уӕ зӕрдыл дарын. |